# Kanton Vernon
Der Kanton Vernon ist seit 2015 ein französischer Wahlkreis im Arrondissement Les Andelys, im Département Eure und in der Region Normandie; sein Hauptort ist Vernon.

## Gemeinden
Der Kanton besteht aus vier Gemeinden mit insgesamt 29.017 Einwohnern (Stand: 1. Januar 2022) auf einer Gesamtfläche von 58,44 km²:
| Gemeinde                   | Einwohner 1. Januar 2022 | Fläche km² | Dichte Einw./km² | Code INSEE | Postleitzahl |
| -------------------------- | ------------------------ | ---------- | ---------------- | ---------- | ------------ |
| Gasny                      | 3.080                    | 12,89      | 239              | 27279      | 27620        |
| Giverny                    | 448                      | 6,46       | 69               | 27285      | 27620        |
| Sainte-Geneviève-lès-Gasny | 648                      | 4,17       | 155              | 27540      | 27620        |
| Vernon                     | 24.841                   | 34,92      | 711              | 27681      | 27200        |
| Kanton Vernon              | 29.017                   | 58,44      | 497              | 2723       | –            |